# Trichananca aptera
Trichananca aptera es una especie de coleóptero de la familia Anthicidae.

## Distribución geográfica
Habita en Australia.